# Togocetus traversei
Il togoceto (Togocetus traversei) è un mammifero acquatico estinto, appartenente ai cetacei. Visse nell'Eocene medio (circa 46 milioni di anni fa) e i suoi resti fossili sono stati ritrovati in Africa (Togo).

## Descrizione
Questo animale è noto per numerosi resti disarticolati, che tuttavia hanno permesso di ricostruire un cetaceo primitivo del peso di circa 300-400 chilogrammi. Rispetto ad altri animali simili, come Protocetus e Indocetus, Togocetus era piuttosto primitivo: possedeva un canale mandibolare molto piccolo e il primo molare inferiore era dotato ancora di un metaconide prominente. Altre caratteristiche, tuttavia, lo rendevano più evoluto rispetto agli archeoceti più antichi, ad esempio la presenza di bulle timpaniche robuste e grandi. Lo scheletro postcranico di Togocetus era caratterizzato da un collo piuttosto lungo, una scapola mobile, mano digitigrada, una pelvi grande, zampe posteriori ancora ben sviluppate e piedi specializzati per il nuoto. La scomparsa della fovea sulla testa del femore indica l'assenza del legamento che stabilizza il bacino, una specializzazione per la vita acquatica.

## Classificazione
Togocetus traversei è stato descritto per la prima volta nel 2014, sulla base di fossili ritrovati nella zona di Kpogamé-Hahotoé, in Togo. Questo animale appartiene ai protocetidi, un gruppo di cetacei arcaici di dimensioni medio-piccole, probabilmente vicini all'origine dei cetacei successivi. Togocetus sembrerebbe essere stato un membro piuttosto primitivo di questo clade, anche se alcune specializzazioni indicano che era sicuramente più evoluto dei pakicetidi.

## Paleoecologia
Il collo lungo, le zampe mobili e altre caratteristiche indicano che Togocetus era ancora un animale semiacquatico, che probabilmente poteva spostarsi anche sulla terraferma, seppur in modo impacciato. Nel sito di Kpogamé-Hahotoé sono state ritrovate numerose altre ossa di mammiferi acquatici, tra cui almeno altri due protocetidi e alcuni sirenii (un protosirenide e un dugongide). Ciò indica che vi era una fauna diversificata di cetacei e sirenii già all'inizio dell'Eocene medio lungo i margini dell'Africa occidentale.